# Fabrizo

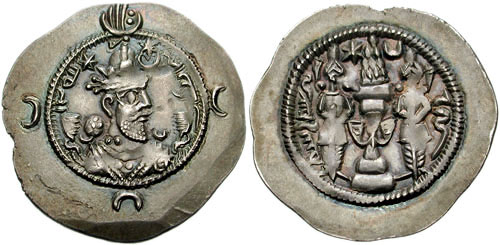
Dracma de r.

Fabrizo (em grego: Φαβριζός; romaniz.: Phabrizós; em latim: Phabrizus) ou Uafrizes (em grego: Ούαφρίζης; romaniz.: Oúafrízis), conhecido nas fontes persas como Fariburz, foi um oficial militar sassânida do século VI que serviu sob o xá Cosroes I (r. 531–579). Era irmão do embaixador e também oficial militar Isdigusnas. De acordo com Procópio de Cesareia foi conhecido como um homem mal e de grande perícia e manteve alto ofício na Pérsia.
Em 547/548, foi escolhido por Cosroes I para transportar os lazes capturados na guerra Lázica e assentar persas nas terras deles. No comano de 300 piqueiros, marchou para Lázica onde, junto com o oficial Farsanses, planejou atrair o rei Gubazes II (r. 541–555) para Petra para então poder matá-lo. O plano, contudo, viria a ser falho, pois Farsanses revelaria a Gubazes II. Fabrizo então instruiu a guarnição persa de Petra a preparar-se para um cerco e ele retornou para o Império Sassânida com suas tropas.
Em 549, Fabrizo foi um dos quatro comandantes deixados por Mermeroes em Lázica para abastecer Petra. Este exército foi mais tarde destruído por Dagisteu e Gubazes II e os sobreviventes fugiram do país. Em 550, Fabrizo suprimiu a rebelião de Anasozado, o filho mais velho de Cosroes I, e então partiu junto de seu irmão Isdigusnas numa missão diplomática para Constantinopla. No outono de 556, permaneceu com grande parte da cavalaria persa em Moqueresis, em Lázica, quando o exército principal partiu sob Nacoragano para invernar no Reino da Ibéria.